# تیت استیونز
تیت استیونز (انگلیسی: Tate Stevens؛ زادهٔ ۱ مارس ۱۹۷۵) یک موسیقی‌دان اهل ایالات متحده آمریکا است.